# Convento dei Cappuccini (Sestri Levante)
Il convento dei frati cappuccini e la chiesa di Santa Maria Immacolata sono un luogo di culto cattolico situato nel comune di Sestri Levante, in salita Cappuccini, nella città metropolitana di Genova.

## Storia e descrizione

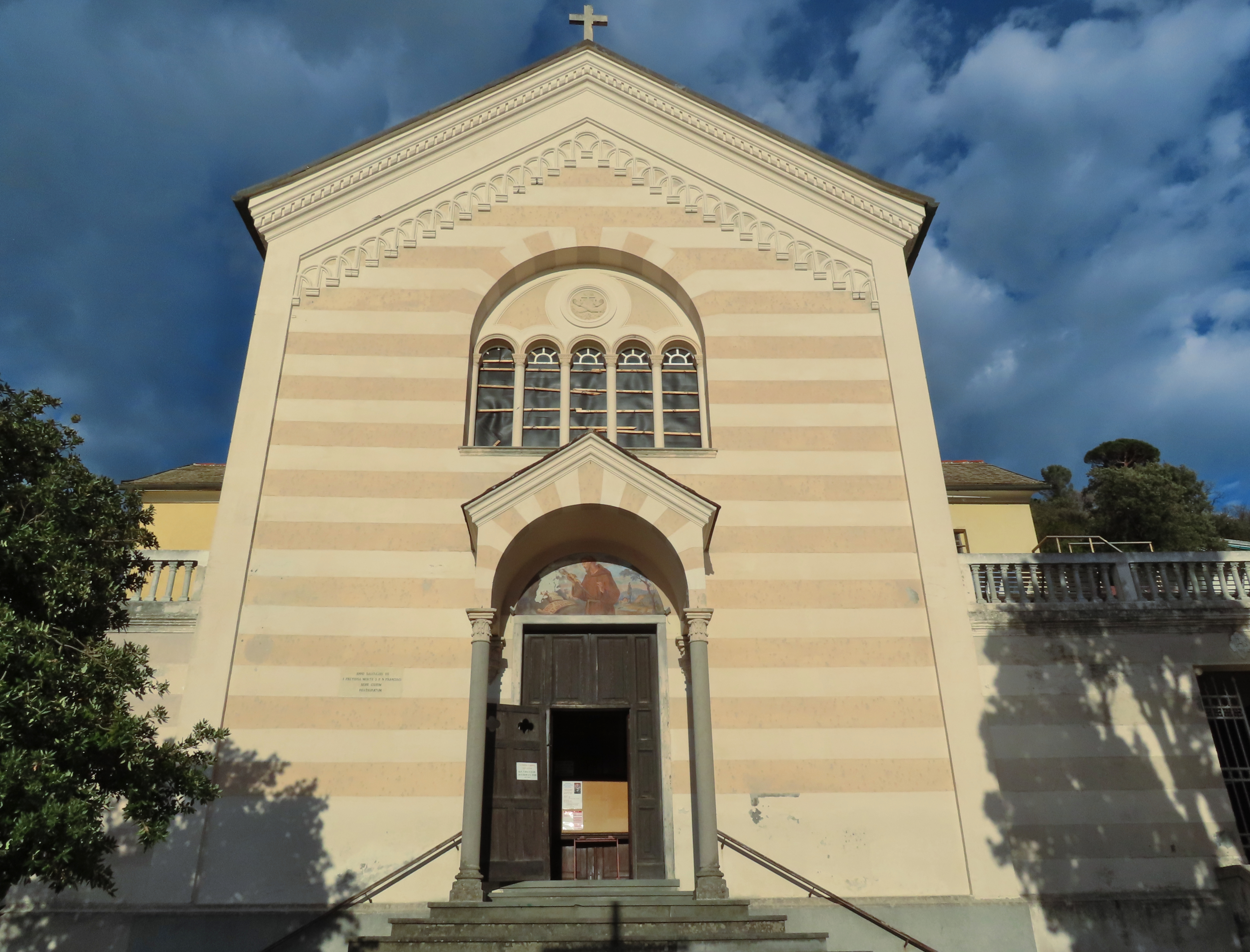
Facciata della chiesa

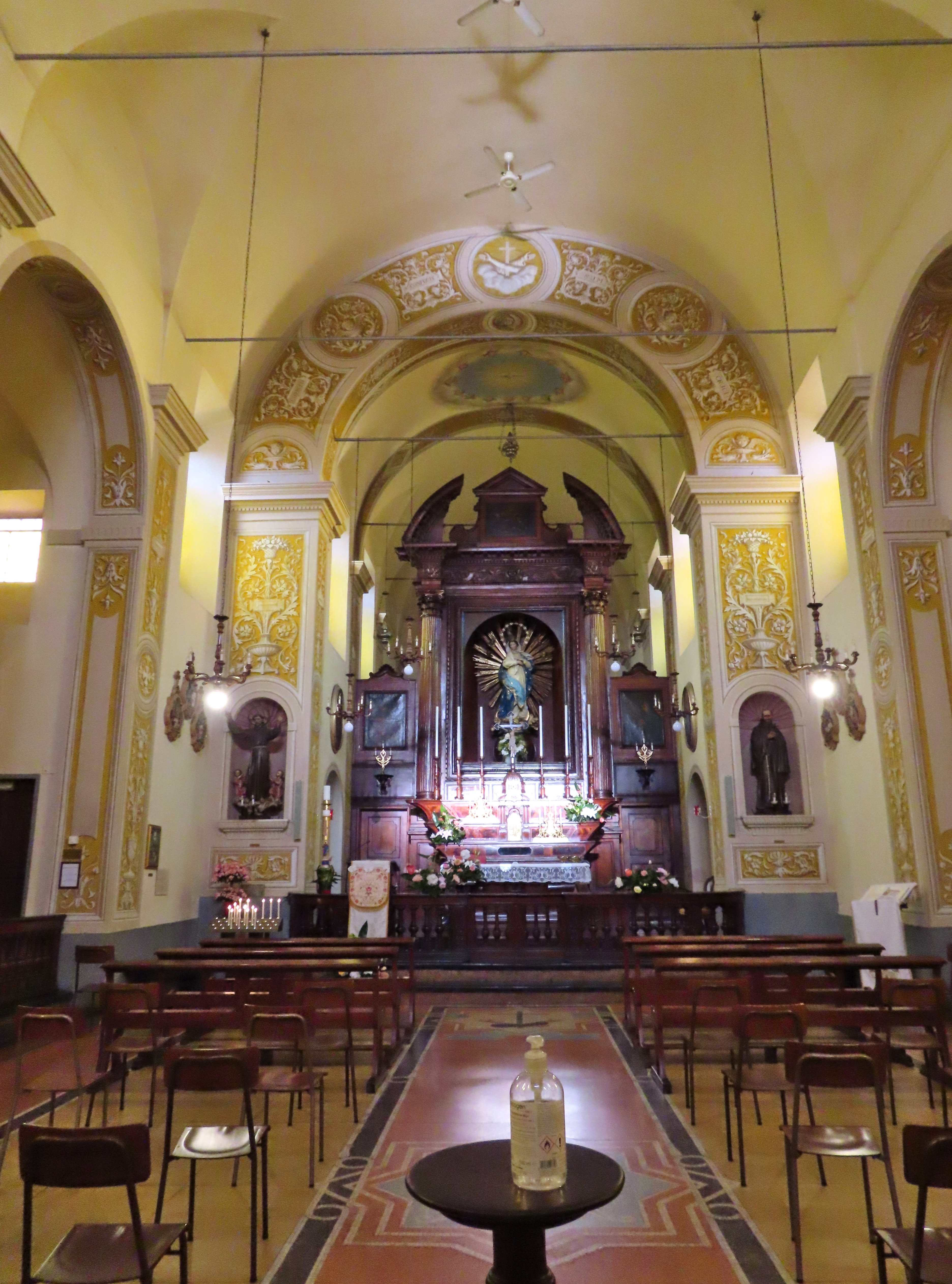
L'interno della chiesa

I primi frati cappuccini giunsero nel borgo sestrese nel 1609. Inizialmente si stabilirono nel cuore del centro storico di Sestri Levante, edificando nel 1640 una prima chiesa con annessa una struttura conventuale, l'odierno complesso della chiesa di San Pietro in Vincoli.
La nuova urbanizzazione del centro negli anni successivi, che non permetteva più ai frati un corretto isolamento dalla popolazione, indusse questi ultimi a scegliere una nuova ubicazione più isolata che fu identificata nella zona ad est della Baia del Silenzio, in posizione dominante.
I lavori di edificazione del nuovo complesso - eretto in stile medievale, ad unica navata e con la caratteristica facciata in fasce bianche e nere, iniziarono nel 1683 per concludersi nel 1688, anno del trasferimento dell'ordine nella nuova sede. L'ex complesso fu venduto, nel 1686, ai Preti Secolari di San Pietro in Vincoli. Nell'accordo stipulato con i Secolari si sancì che ogni bene materiale quali opere d'arte e suppellettili dovesse rimanere di proprietà dei Cappuccini.
La proprietà del complesso conventuale fu gestita direttamente dai frati fino al 1866 quando, per motivi non documentati, fu prima acquistato da un privato, che vi lasciò comunque l'ordine, e quindi in parte ceduto, dal 1878, all'ospedale civile di Sestri Levante che ne mantenne la proprietà fino al 1890. Oggi l'intero complesso è gestita dall'ordine religioso.
Al suo interno è conservata una statua in legno dell'Immacolata del XVIII secolo sull'altare maggiore, un dipinto già attribuito a Domenico Fiasella ritraente Il miracolo di sant'Antonio da Padova e una tela raffigurante San Felice da Cantalice che riceve dalla Vergine il Bambino Gesù, attribuita a Giovanni Lorenzo Bertolotto.